# Hrîstivka, Izeaslav
Hrîstivka (în ucraineană Христівка) este localitatea de reședință a comunei Hrîstivka din raionul Izeaslav, regiunea Hmelnîțkîi, Ucraina.

## Demografie
Componența lingvistică a localității Hrîstivka
     Ucraineană (100%)
Conform recensământului din 2001, toată populația localității Hrîstivka era vorbitoare de ucraineană (100%).